# 오오카야마역
오오카야마역(일본어: 大岡山駅, おおおかやまえき 오오카야마에키[*])은 일본 도쿄도 오타구에 있는 역이다.

## 역 구조
섬식 승강장 2면 4선의 지하역에서 외선 2선을 메구로 선 내선 2선을 오이마치 선이 사용한다. 메구로 선의 히요시 방면과 오이마치 선 미조노쿠치 방면, 오이마치 선의 오이마치 방면과 메구로 선의 메구로 방면은 동일한 플랫폼에서 환승이 가능하다. 또한 도쿄 시내 방향으로는 환승용 지상 연결 통로가 설치되어 있다.
오이마치 선의 기타센조쿠 방향에는 입환선이 1개 있어서 도요코 선·메구로 선·도큐 다마가와 선·이케가미 선 차량이 이 입환선을 사용하고 회차를 하며 나가쓰타 차량 공장에 입장할 때나, 도쿄 지하철 히비야 선으로 운용되는 03계 전동차가 사기누마 공장에 입고할 때 사용된다. 또한, 임시 열차 등의 유치 선의로 사용되고 있다. 2007년 11월 16일 지유가오카 차고지가 폐지되면서 2008년 3월 28일 실시된 오이마치 선 다이아 개정까지는 평일 아침 저녁으로 오이마치 선 차량이 정기적으로 유치되는 것이 있었다.
현행 구조가 되기 전에는 3면 4선 혼합식 승강장의 지상역에서 오이마치 선이 상대식 승강장, 메구로 선이 섬식 승강장이었다.

### 타는 곳
| 1 | 메구로 선   | 덴엔초후·무사시코스기 방면 |
| 2 | 오이마치 선 | 지유가오카·후타코타마가와·덴엔토시 선 사기누마·주오린칸 방면 |
| 3 | 오이마치 선 | 하타노다이·나가노부·오이마치 방면 |
| 4 | 메구로 선   | 무사시코야마 · 메구로・시로카네다이・시로카네타카나와 방면 난보쿠 선, 사이타마 고속철도선 직결운행 고마고메・아카바네이와부치・우라와미소노 방면 도영 지하철 미타 선 직결운행 미타・오테마치・니시타카시마다이라 방면 |

## 역세권 정보
- 도쿄 공업 대학

## 역사
- 1923년 3월 11일: 메구로카마타 전철 노선(현, 메구로 선) 영업 개시.
- 1927년 7월 6일: 메구로카마타 전철 오이마치 선 영업 개시.
- 1990년 10월 16일: 지하화 등의 개량 공사에 착수.
- 1997년 6월 27일: 지하화, 방향별 플랫폼화 공사 완성.
- 2000년 8월 6일: 메카마 선이 메구로 선과 도큐 다마가와 선으로 분할되어 당역은 오이마치 선과 메구로 선의 역이 됨.
- 2002년 2월 25일: 도큐 병원 입구 신설.
- 2007년 11월 3일: 역 바로 위에 도큐 병원 이전함, 도큐 병원 입구를 히가시구치로 변경함.

## 인접역
| 도쿄 급행 전철 메구로 선       | 도쿄 급행 전철 메구로 선 | 도쿄 급행 전철 메구로 선           |
| ------------------------------ | ------------------------ | ---------------------------------- |
| MG03 무사시코야마 메구로 방면  | ■ 급행                   | 덴엔초후 MG08 히요시 방면          |
| MG 05 센조쿠 메구로 방면       | ■ 각역정차               | 오쿠사와 MG 07 히요시 방면         |
| 도쿄 급행 전철 오이마치 선     |                          |                                    |
| OM 06 하타노다이 오이마치 방면 | ■ 급행                   | 지유가오카 OM 10 미조노쿠치 방면   |
| OM 07 기타센조쿠 오이마치 방면 | □ 각역정차               | 미도리가오카 OM 09 미조노쿠치 방면 |